# Kanton Thann
Der Kanton Thann war bis 2015 ein französischer Wahlkreis im Département Haut-Rhin in der französischen Region Elsass (Alsace). Die Einwohnerzahl betrug im Jahre 1999 19.888 Einwohner.

## Geschichte
Am 22. März 2015 wurde der Kanton aufgelöst.

## Gemeinden
- Aspach-le-Haut
- Bitschwiller-lès-Thann
- Bourbach-le-Bas
- Guewenheim
- Leimbach
- Michelbach
- Rammersmatt
- Roderen
- Thann
- Vieux-Thann
- Willer-sur-Thur